# Oczatnica
Oczatnica (Stagonomus) – rodzaj pluskwiaków z podrzędu różnoskrzydłych i rodziny tarczówkowatych.

## Morfologia i zasięg
Pluskwiaki o owalnym w zarysie, silnie wysklepionym ciele, z wierzchu jak i od spodu gęsto pokrytym ciemnym punktowaniem. Głowa jest ku przodowi pochylona, zaopatrzona w wolny nadustek. Ubarwienie głowy i przedplecza jest jasnobrązowe lub brązowe, a spodu odwłoka jasne. W nasadowo-bocznych kątach tarczki leżą niepunktowane wypukłości jasnej barwy. Na śródpiersiu, między biodrami odnóży leży żebro, natomiast brak tam bruzdy. Na pleurytach zatułowia, w oddaleniu od bioder leżą ujścia gruczołów zapachowych zaopatrzone w umieszczony nad nimi płatek, natomiast pozbawione kanałów wyprowadzających. Stopy mają nasady pazurków wyposażone w dobrze widoczne pojedyncze zęby. Odwłok ma trzeci sternit pozbawiony skierowanego do przodu wyrostka.
Rodzaj palearktyczny o rozsiedleniu głównie śródziemnomorskim. W Europie występują wszystkie wymienione niżej gatunki. W Polsce stwierdzono dwa, o. dwuplamą i o. półksiężycowa, ale tę drugą tylko na jednym stanowisku.

## Taksonomia
Takson ten został wprowadzony w 1852 roku przez Stanisława Batysa Gorskiego, jako monotypowy podrodzaj w obrębie rodzaju Pentatoma, z oczatnicą półksiężycową jako jedynym gatunkiem. W 1886 roku Jean-Baptiste Auguste Puton wyniósł ów podrodzaj do rangi osobnego rodzaju. W 1951 roku Aleksandr Kiriczenko włączył do omawinego rodzaju Dalleria w randze podrodzaju. W 2019 roku rodzaj został zredefiniowany a podział na podrodzaje zniesiony przez Marcosa Roca-Cusachsa i Sunghoon Junga na podstawie morfologiczno-molekularnej analizy filogenetycznej.
Rodzaj ten obejmuje 6 opisanych gatunków:
- Stagonomus amoenus (Brullé, 1832) – oczatnica półksiężycowa
- Stagonomus bipunctatus (Linnaeus, 1758) – oczatnica dwuplama
- Stagonomus devius Seidenstücker, 1965
- Stagonomus gibbosus (Jakovlev, 1904)
- Stagonomus grenieri Signoret, 1865
- Stagonomus venustissimus (Schrank, 1776)